# Майк Снуй
Майк Снуй (нід. Mike Snoei, нар. 4 грудня 1963, Роттердам) — нідерландський футболіст, що грав на позиції захисника, зокрема, за роттердамські «Ексельсіор» і «Спарту». По завершенні ігрової кар'єри — тренер. З 2017 року очолює тренерський штаб команди «Телстар».

## Ігрова кар'єра
Народився 4 грудня 1963 року в місті Роттердам. Вихованець футбольної школи місцевого «Феєнорда». 1981 року був включений до заявки основної команди клубу, за яку, утім, провів лише одну гру.
Натомість професійну ігрову кар'єру провів в інших роттердамських командах — «Ексельсіорі», за який грав протягом 1982—1988 років, та «Спарті», кольори якої захищав з 1988 року і до завершення кар'єри гравця у 1993 році. В обох цих командах був основним гравцем захисної ланки.

## Кар'єра тренера
Завершивши кар'єру гравця, залишився у клубній структурі роттердамської «Спарти», де тренував молодіжну команду.
1997 перейшов на аналогічну роботу да «Вітесса», а 2002 року став головним тренером основної команди цього клубу. 2003 року був запрошений повернутися до «Спарти», де протягом двох сезонів очолював тренерський штаб основної команди. А протягом 2005—2008 років тренував команду «Гоу Егед Іглз».
2008 року відгукнувся на пропозицію Генка тен Кате, з яким працював на початку своєї тренерської кар'єри, стати його асистентом у тренерському штабі грецького «Панатінаїкоса». Згодом допомагав тен Кате у тренерських штабах катарського «Умм-Салаля» та китайського «Шаньдун Лунен».
2013 року повернувся до самостійної тренерської роботи, очоливши на сезон тренерський штаб індійського клубу «Пуне».
З 2017 року очолює тренерський штаб команди «Телстар».